# 横谷峡 (岐阜県)
横谷峡（よこたにきょう）は、岐阜県下呂市金山町にある峡谷である。4つの滝があり、横谷峡四（よ）つの滝として岐阜県指定名勝となっている。

## 概要
馬瀬川の支流である横谷川に有り、岩を深くえぐって峡谷を成している。下から白滝（しらたき）・二見滝（ふたみたき）・紅葉滝（もみじたき）・鶏鳴滝（けいめいたき）と4つの滝がある。それぞれ、紅葉・ツツジなどが咲いており秋には美しい景色を見せる。夏季には、毎年8月13日に飛騨金山夏祭りの一環としてつかみ取り大会などが開かれる。
白滝は駐車場・トイレが設置されているが、二見滝・紅葉滝にはない。鶏鳴滝には駐車場のみ有り。なお、紅葉滝より上流は一部、道がかなり狭いため観光の場合は徒歩での移動が勧められる。

## 周辺
- 馬瀬川
- 白山神社
- 美濃東部広域農道
- 下呂市立金山病院
- 金山リバーサイドスポーツセンター

## アクセス

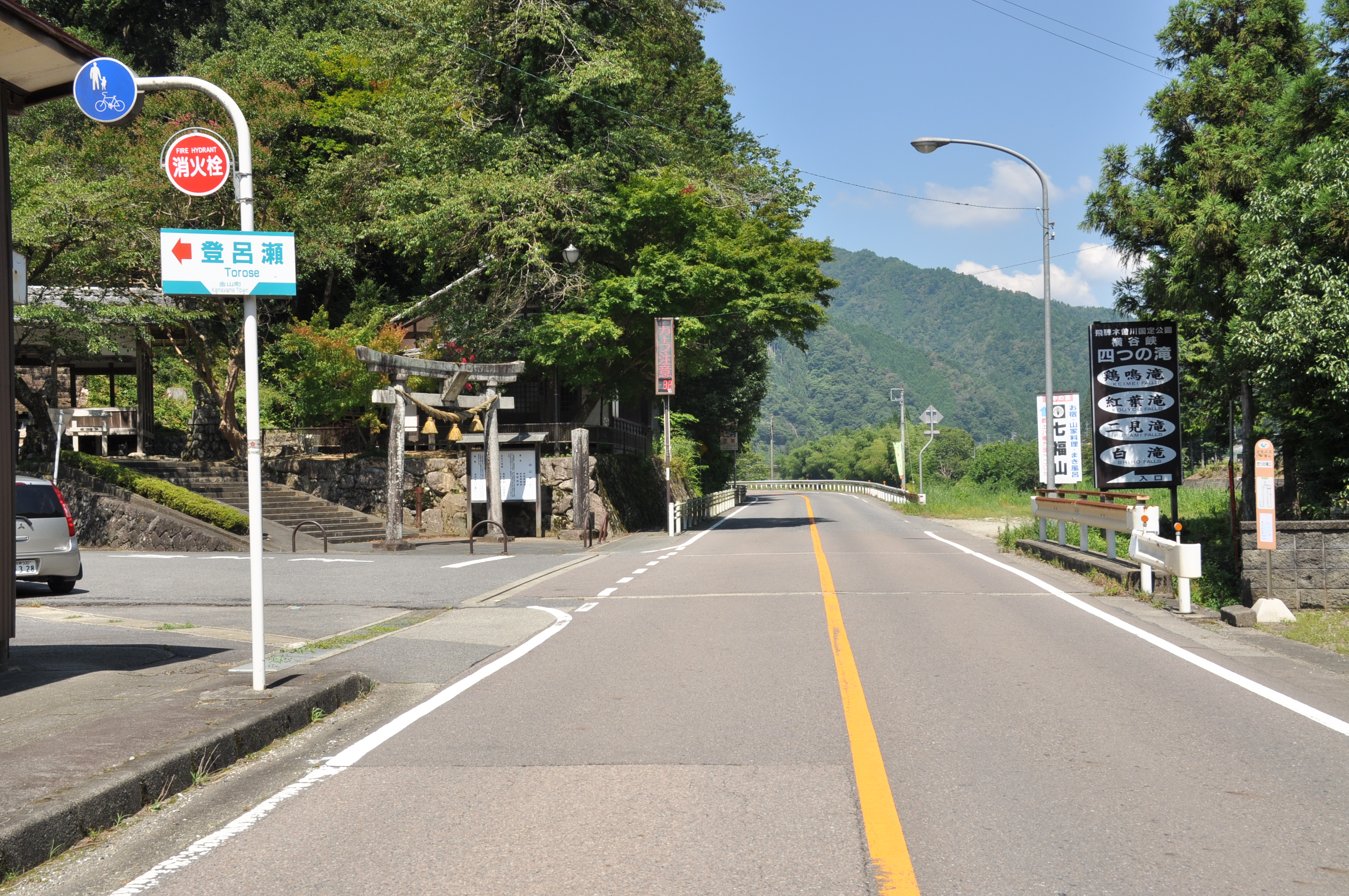
岐阜県道86号金山明宝線入口

### 鉄道
- JR東海高山本線飛騨金山駅より、げろバス金山東線・タクシーで約10分。

### 道路
- 下呂市金山町金山にある国道41号下妙見町交差点より、岐阜県道86号金山明宝線へ入り車で約10分。
- 濃飛横断自動車道金山ICを降り、岐阜県道86号金山明宝線を美濃加茂市方面へ向かい車で約20分。

## ギャラリー

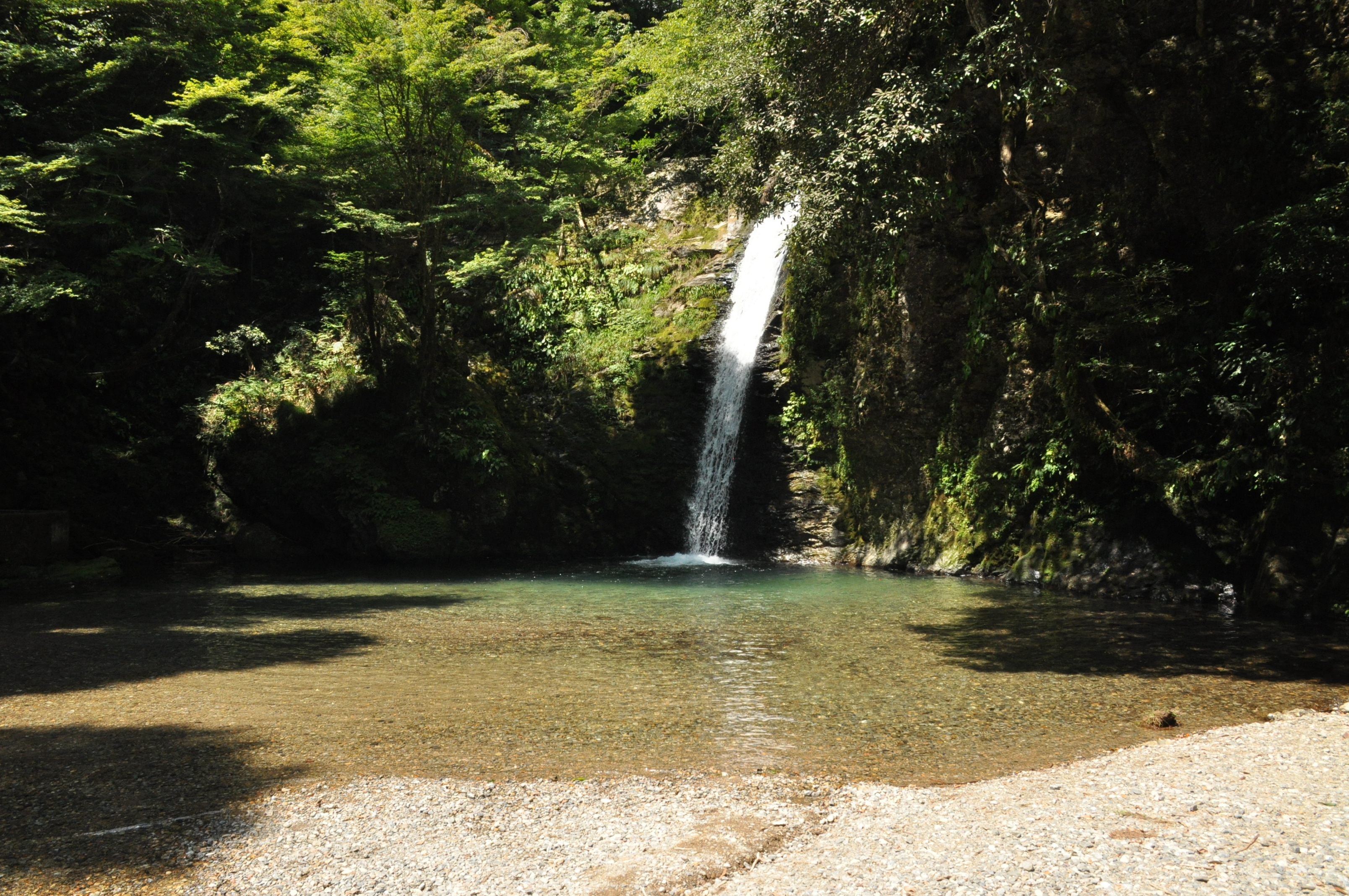
白滝
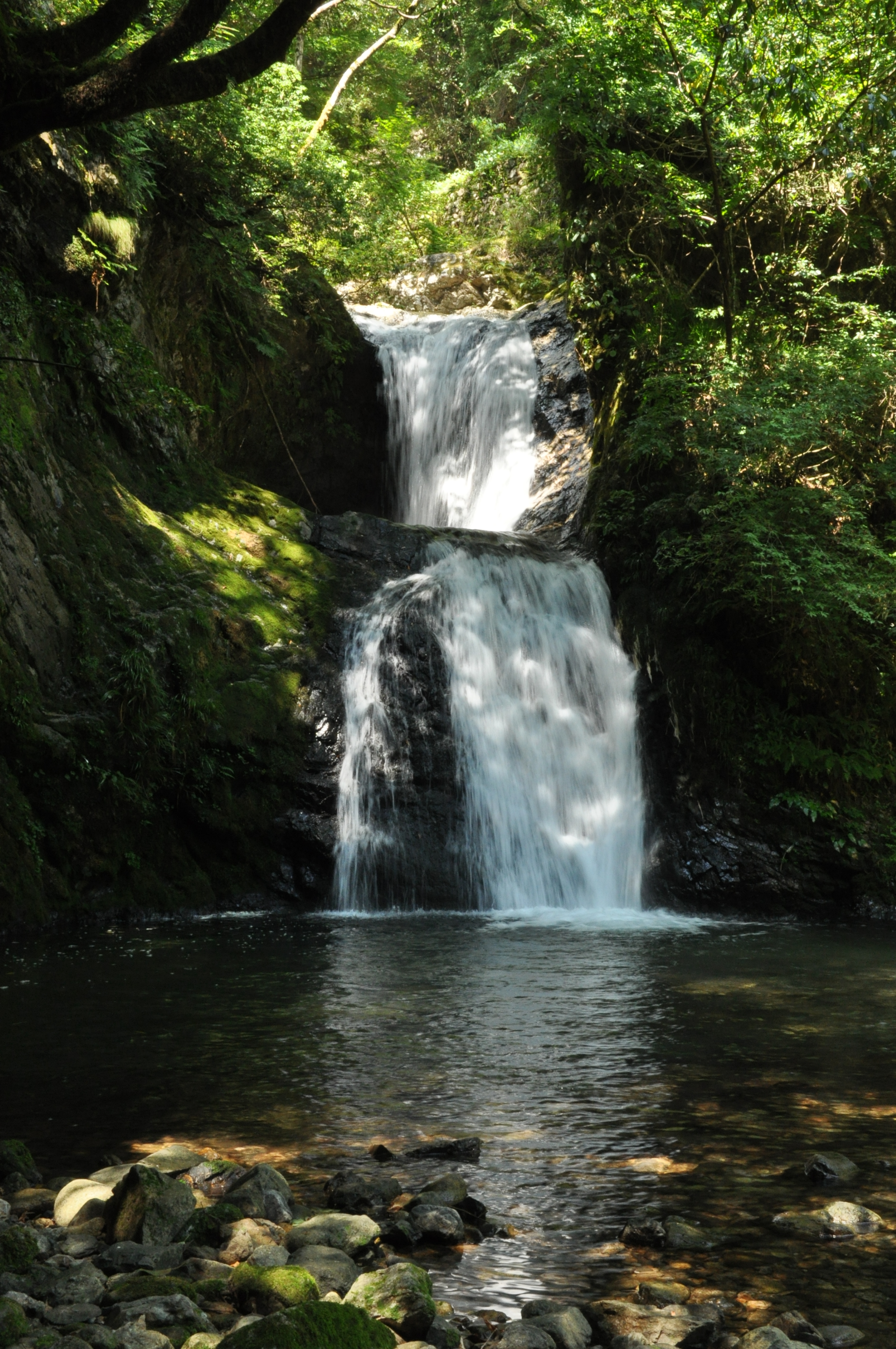
二見滝
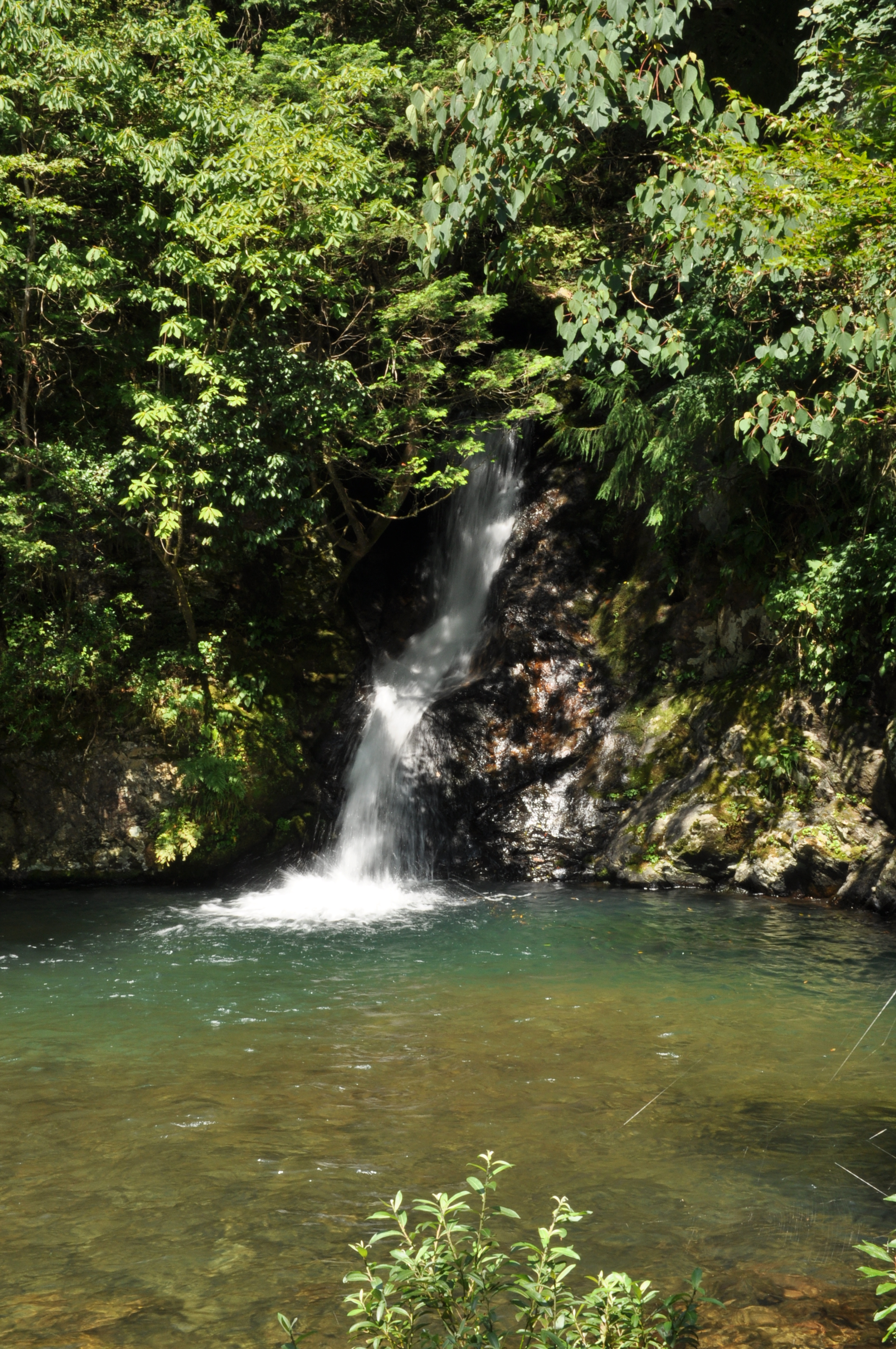
紅葉滝
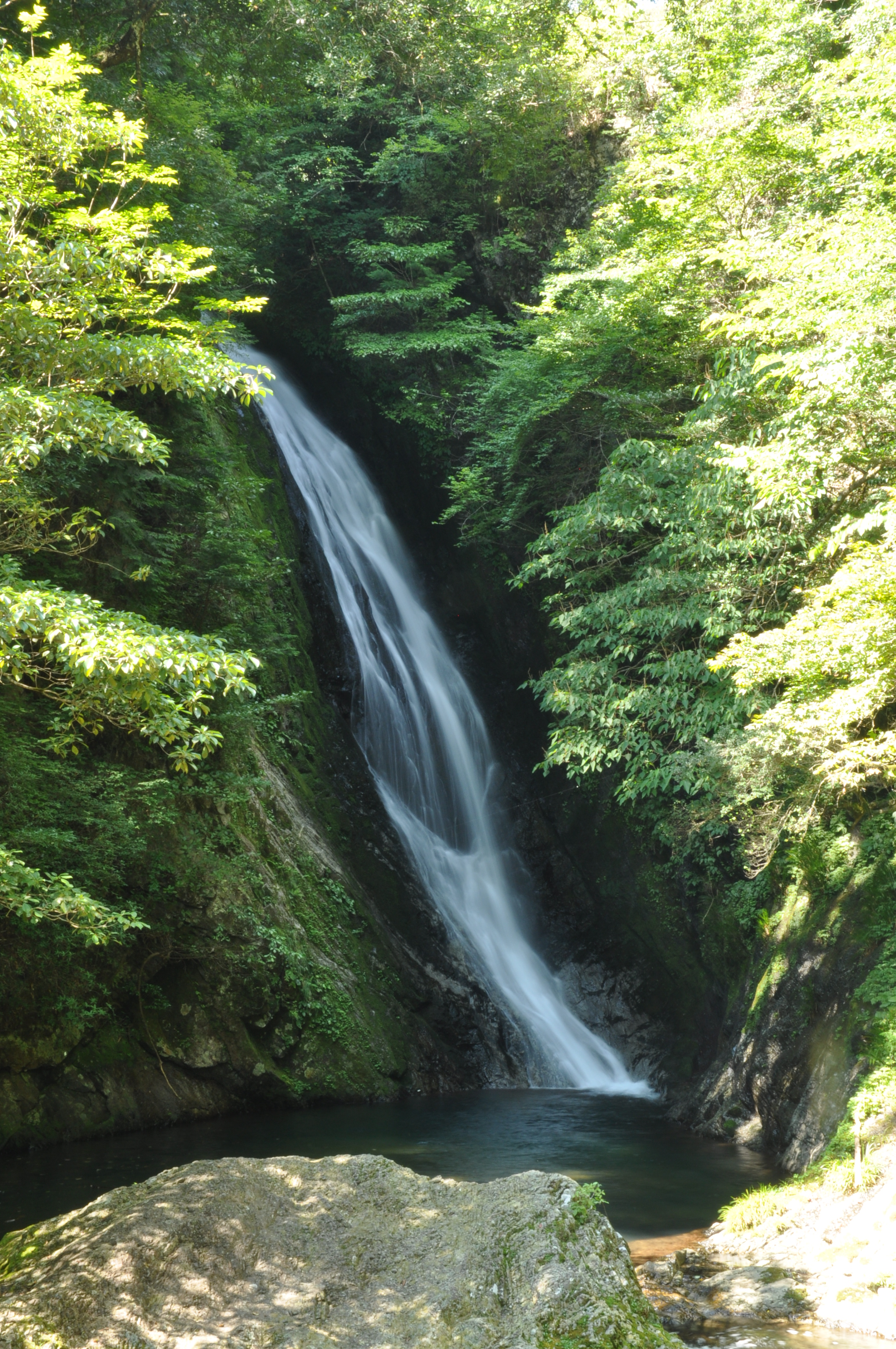
鶏鳴滝
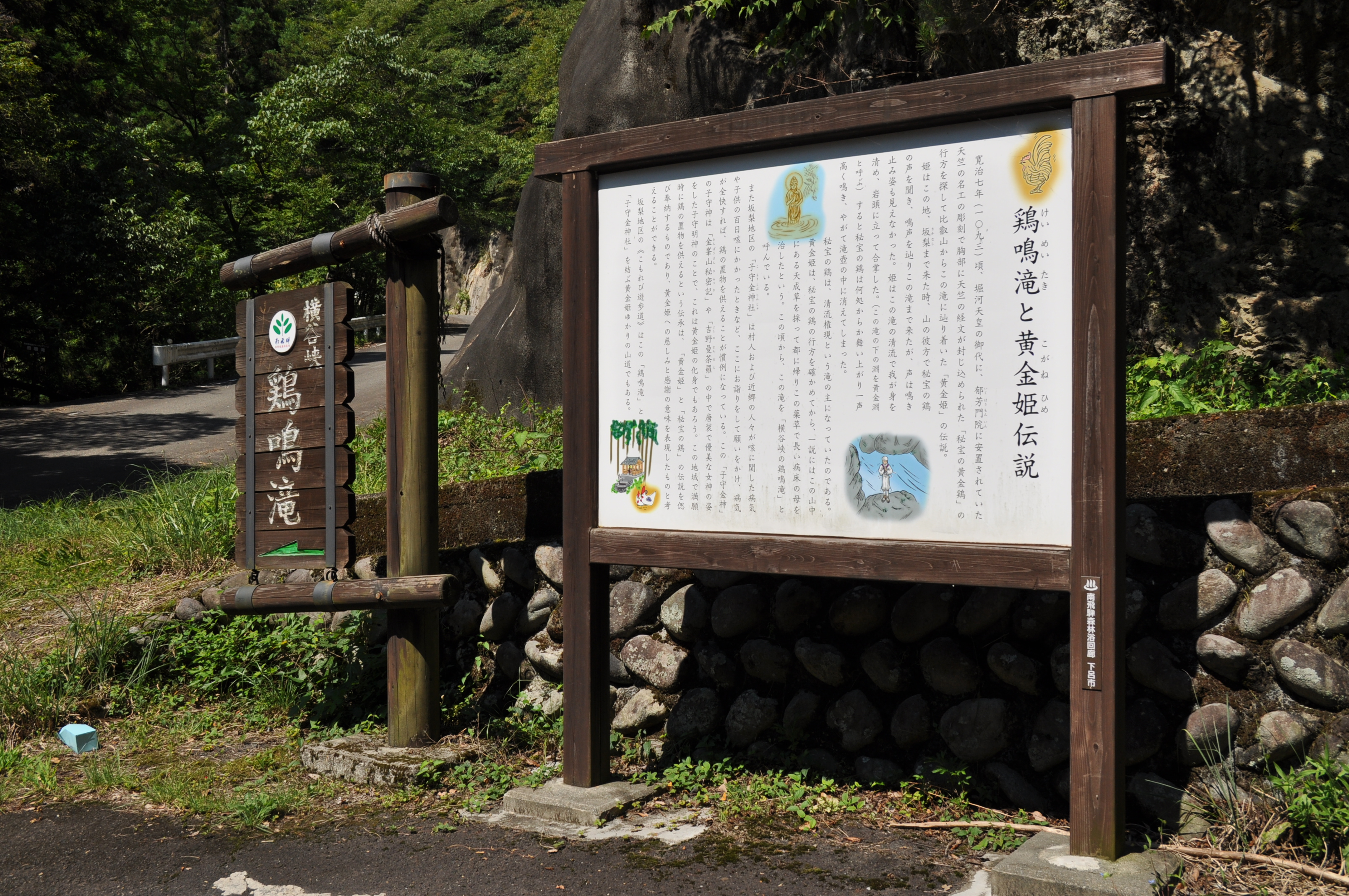
鶏鳴滝看板